# Damiana y los hombres
Damiana y los hombres es una película dramática mexicana de 1967, escrita y dirigida por Julio Bracho, y protagonizada por Meche Carreño, Jaime Fernández, Enrique Rocha, Roberto Cañedo y Rebeca Iturbide. La trama gira en torno a la vida de Damiana, una atractiva mujer que acapara la atención de todos los hombres que la conocen.

## Argumento
Damiana es una atractiva joven que vive en una zona rural de Xochimilco, Ciudad de México, con su abuelo, donde también radica Román, un muchacho que conoce desde que era niña y de quien se halla enamorada. Román es un pintor que suele ir a vender sus obras al centro de la ciudad. En una ocasión lleva a Damiana y ahí es descubierta por Alfredo, un periodista y fotógrafo que trabaja para El Heraldo de México. Este se acerca a Damiana y la introduce al mundo del modelaje, siendo contratada por don Jorge, dueño de una importante revista.
Con el permiso de su abuelo, Damiana se queda a vivir en la parte urbanizada de la ciudad con Alfredo y su pareja, Nancy; esta última no se lleva bien con ella y suele verse disgustada con su presencia. Por otra parte, Román extraña la compañía de Damiana, por lo que incluso desprecia las muestras de afecto de María Guadalupe, la esposa de su fallecido hermano. Conforme pasa el tiempo, Damiana hace frente al nuevo entorno en el que se encuentra, confrontando a Nancy cuando esta la molesta, e intentando hacer caso omiso a las insinuaciones amorosas de Alfredo y don Jorge. 
Cuando se cansa de la situación estresante a la que se ve sometida, regresa a Xochimilco para quedarse con su abuelo, pero su contrato le impide hacer esto. En consecuencia, es llevada devuelta a la ciudad, pero con la condición de tener su propio departamento. Tiempo después, Román la visita y se decepciona de ella cuando la ve semidesnuda en una fotografía, yéndose al sentir que ya no es la misma mujer que conocía. 
Don Jorge lleva a Damiana a una cena de condecoraciones otorgadas a las modelos de revistas y publicaciones, donde ella gana el primer premio. Entre tanto, el abuelo de Damiana llega hasta el lugar para pedirle que regrese inmediatamente a Xochimilco. Al llegar, es notificada con la noticia de la muerte de Román. Damiana llora en la casa de Román junto a la madre de este, antes de salir y mirar con tristeza hacia la nada.

## Reparto
- Meche Carreño como Damiana[2]
- Jaime Fernández como Román[2]
- Enrique Rocha como Alfredo[2]
- Roberto Cañedo como don Jorge[2]
- Lucía Guilmáin como Nancy[2]
- Andrés Soler como abuelo de Damiana[2]
- Alicia Montoya como madre de Román[2]
- Graciela Döring como María Guadalupe[2]
- Rebeca Iturbide como esposa de don Jorge[2]
- Luis «Vivi» Hernández como Teodoro[2]
- Guillermo Hernández como hombre libidinoso en coche rojo[2]
- Humberto Dupeyrón como joven amigo de Damiana[2]
- Jorge Bracho como joven amigo de Damiana[2]

### Con personajes desconocidos
- Armando Arriola[2]
- Rosa Mondragón[2]
- Roberto Meyer[2]
- Macario Álvarez[2]
- Nathanael León[2]
- Clara Osollo[2]
- Ángel Casarín[2]
- Roberto Naranjo[2]
- Ziomara Martínez[2]
- León Escobar[2]
- Bertha Lomelí[2]
- Fidelmar Durán[2]
- Miguel Bravo[2]
- Sergio Márquez[2]
- César Jiménez[2]
- Javier de la Cruz[2]

## Producción

### Rodaje
El proyecto tuvo su rodaje principal en áreas de Xochimilco, Ciudad de México, y se ocuparon lugares de Tlatelolco y otros sitios de la ciudad para las grabaciones adicionales.

## Estreno
Damiana y los hombres se estrenó en cines de México el 26 de octubre de 1967.